# Шин Фејн
Шин Фејн (ир. Sinn Féin, [ʃɪnʲ fʲeːnʲ], Ми) је политичка странка и национални покрет ирског републиканизма у Републици Ирској и Северној Ирској (која је део монархистичке Велике Британије). Залаже се за уједињење и једну републиканску Ирску. Корени покрета се налазе у ирском културном препороду с краја 19. веку и порасту незадовољства покретом за уставну самоуправу Ирске у оквиру Британске империје. Основао га је Артур Грифит 1900. године. Он је био познат по томе што је 1899. године основао национални лист Уједињени Ирци (енгл. The United Irishmen), у ком је заговарао национално самоопредељење. Покрет у почетку није био експлицитно политички, нити је заговарао насиље. Заговарао је пасивни отпор према свему што се сматрало енглеским и поновно увођење ирског језика у свакодневни говор Ираца.

## Деловање
Године 1905. Шин Фејн је организован као политички покрет, али је био слаб све до почетка Првог светског рата. Окрутно британско гушење Ускршњег устанка 1916. подстакло је његово јачање. Године 1917. више његових вођа, пуштених из затвора, се поново организовало под руководством  Емона Де Валере. На изборима 1918. године Шин Фејн се кандидовао за сва посланичка места која су бирана у Ирској за Британски парламент, и освојио 73.
Међутим, због протеста против британске власти над Ирском, изабрани представници нису отишли у Вестминстер. Уместо тога су сазвали ирску скупштину у Даблину, звану Дајл Ејреан (ир. Dáil Éireann), која је прогласила независност Ирске. Убрзо након тога дошло је до Англо-Ирског рата, где су британске власти покушале да угуше побуну за независност под вођством Мајкла Колинса. За то су користили и паравојне формације као што су Блек енд Тенс. Окрутни однос британских власти омогућио је Шин Фејну да придобије још већу подршку.
Рат је завршен 1921. споразумом по ком је Ирска подељена на британски Алстер и Слободну Државу Ирску. Подели се противило милитантно крило Шин Фејна на челу с Де Валером, па је дошло до грађанског рата између присталица и противника Англо-ирског споразума. Временом се већина Ираца прикључила влади, а сам Шин Фејн је почео да слаби, поготово када га је Де Валера напустио и 1927. ушао у скупштину.
Године 1938. се неколико покрета на традицији Шин Фејна спојило с Ирском републиканском армијом (ИРА), те тако постало политичко крило покрета који се залагао за уједињење Ирске силом. Године 1969. Шин Фејн се, као и ИРА, поделио на службено и привремено крило. Један део Шин Фејн је с временом отцепио и основао нову странку, док је привремено крило наставило да подржава ИРА-ин пројекат уједињења насилним путем. Џери Адамс је дошао на чело Шин Фејна 1983. Шин Фејн је 1986. прекинуо бојкот ирског парламента, а његови чланови су изабрани у њега први пут након 1922.
Крајем 1994. су се ИРА и северно-ирске милиције договориле о прекиду ватре и почетку процеса који је за циљ имао мирно решење сукоба у Северној Ирској. Међутим, процес је привремено прекинут прекидом примирја од стране ИРА-е 1996. Због тога је Шин Фејн привремено био искључен из преговора који су почели у јуну 1996. Након обновљеног прекида ватре у јулу 1997. године, Шин Фејн је од септембра исте године почео суделовати у преговорима.
Године 1998. је постигнут споразум о политичком преуређењу Северне Ирске којим би се омогућило протестантима и католицима да заједно владају преко демократски изабране скупштине. Чланови Шин Фејна су били изабрани и учествовали су у раду скупштине, али су умерене протестантске вође присилиле ИРА да се разоружа (што је започето у октобру 2001. године) као услов да Шин Фејн дугорочно учествује у влади.
Године 2002. чланови странке су ухапшени под оптужбом за шпијунажу, што је протестанте натерало да затраже избацивање Шин Фејна из владе, а северноирска аутономија је суспендована. На изборима у новембру 2003. Шин Фејн је постао највећа национална странка у скупштини, а самоуправа није обновљена. Године 2005. водећи чланови странке су оптужени учествовање у оружаним пљачкама у сврху финансирања ИРА-е. Крајем 2005. оптужбе за шпијунажу су одбачене. На изборима у марту 2007. Шин Фејн је остала најјача странка која се залаже за уједињење, а касније је Јан Пејсли, вођа алстерских униониста, пристао да са њима дели власт.

## 2018.
Дана 10. фебруара 2018. Мари Лоу Макдоналд је проглашена за нову председницу Шин Фејна, у Даблину. Мишел О'нил је такође изабрана за потпредседницу странке. Макдоналдова је јасно ставила до знања да је, као предсједница Шин Фејна, њена амбиција да буде у влади на сјеверу и југу - и да је спремна радити у коалицији као главна или мања странка владе у јужној јурисдикцији, што је промена у политици у односу на амбицију Адамса да се влада као мањинска влада у парламенту.
Шин Фејн је био водећи противник да Северна Ирске напусти Европску унију заједно с остатком Уједињеног Краљевства, а један страначки функционер је предложио референдум о поновном уједињењу две Ирске одмах након објављивања резултата референдума у ЕУ, што је поновила Меру Лу Макдоналд, као начин решавања питања границе Ирске.
Макдоналд, прва жена на челу странке, уједно је и прва лидерка Шин Фејна која нема директне везе са периодом насиља у Северној Ирској од 60-тих до краја 80-тих.

### Шин Фејн
- Sinn Féin
- Sinn Féin's "Ireland of Equals" website Архивирано на веб-сајту  (25. фебруар 2012)
- Sinn Féin delegation to the GUE/NGL group in the European Parliament in Brussels website Архивирано на веб-сајту  (15. март 2012)
- Friends/Cairde Sinn Féin Архивирано на веб-сајту  (27. јануар 2007)
- An Phoblacht

### Остале везе
- Behind The Mask: The IRA & Sinn Féin Companion website to the Frontline documentary about Sinn Féin, which aired on PBS.
- “Populist Nationalists: Sinn Féin and Redifining the 'Radical Right'”